# Šalčininkai
Šalčininkai är en ort i Vilnius län i Litauen. Den hade 6 686 invånare år 2015. Den är huvudort i kommunen Šalčininkai.

## Kända personer från Šalčininkai
- Władysław Kozakiewicz (1953–), friidrottare